# 刁小娟
刁小娟（DIAO Xiao Juan，1986年3月15日—），香港女子單車運動員。

## 簡歷
刁小娟在15歲時加入業餘單車隊，直至18歲時進福建省單車隊。2008年，隨着福建隊逐漸衰落，香港單車隊總教練沈金康遂把她召入香港隊。
2010年：廣州亞運會

2010年11月16日，刁小娟代表香港參加2010年亞洲運動會，與隊友黃蘊瑤一同出戰女子记分赛決賽。決賽全程鬥80個圈，初段雖曾發生小型意外，但車手未見大礙。鬥至第39圈，韓國車手在彎位突然失控墮地，撞倒位居次位的黃蘊瑤；而尾隨的刁小娟等三位車手則閃避不及，刁小娟更飛前10米倒地。事件導致五名車手受傷，刁小娟因近左肩位置斷骨，被逼放棄比賽及送院治療。
刁小娟其後被證實手骨脱骱、粉碎性骨折、韧带撕裂，傷勢極為嚴重；當晚便需全身麻醉駁回左手骱，兩天後更要到上海接受第二次全身麻醉手术；然而，她卻仍打算繼續參加亞運的公路賽事。在發生意外的七日後，刁小娟堅持坐著輪椅來到公路賽場參加比賽；可是，她的韧带根本未有痊癒，手臂連一吋也不能抬起，只是強忍痛楚作賽。最終，賽了近兩圈後，教練揮手著她煞停，她被逼再度中途退出比賽。
2016：里約奧運會

2016里約奧運單車女子全能賽，共有6個項目，頭5項按車手名次決定車手得分，刁小娟完成頭5個項目後總分為78分，在18位車手中排第15。到最後的記分賽，刁小娟在記分賽餘下30多圈時，與2位車手一同突圍，先在衝刺圈取得2分，其後再領先主車群1圈得20分，令刁小娟分數多22分，總分有100分，總排名上升3位，以第12名結束全能賽，成為亞洲成績最好的車手。